# F1 Challenge 99-02
F1 Challenge '99-'02 es un juego perteneciente al género de simulador de carreras para PC, el cual fue publicado por EA Sports en 2003. También ha sido lanzado para la plataforma de PlayStation 2 con el nombre de F1 Career Challenge. Fue creado por Image Space Incorporated (ISI) para la plataforma de PC, mientras que en el resto de consolas la encargada de su diseño y jugabilidad sería Visual Science.
Este videojuego sería el quinto y último de la serie F1 de EA Sports.
Después de perder la licencia oficial de la FIA para este tipo de juegos posteriores al año 2003, se creó este juego el cual recrea con fidelidad las temporadas que van desde 1999 hasta 2002, pudiendo usar todos los coches, pilotos y circuitos de todas esas temporadas de Fórmula 1. El motivo por el que acogió tanta popularidad en su lanzamiento, más que por el detallado nivel de las físicas (algunas de ellas como opciones ocultas), se debió al uso de archivos comunes para la creación de diferentes coches y circuitos, lo que hizo que con el paso de los meses el juego tuviera una comunidad creciente y surgieran diferentes foros, con algunos llegando a superar los 400.000 miembros. En pocas palabras, el juego era altamente modificable, y se creaban una gran cantidad de autos, pistas y mods no oficiales, independientes de ISI.
F1 Challenge '99-'02 está considerado como uno de los primeros en el género de simulación de carreras, y sentó las bases de Image Space Incorporated para futuros lanzamientos independientes de EA Sports como RFactor y RFactor 2. El motor de físicas del F1 Challenge '99-'02 (IsiMotor v1.5) controla cerca de 500 parámetros para cada coche, cerca de 100 para cada pista, físicas de neumáticos y motor, y en cada setup se pueden modificar unos 100 parámetros del monoplaza que se seleccione. 
El juego apareció también en la revista New Scientist. En junio de 2004 apareció un artículo sobre los científicos Peter Bentley y Krzysztof Wloch de la University College London en la que hablaban sobre F1 Challenge '99-'02. Ambos científicos trataban de aplicar algoritmos específicos con el fin de conseguir las mejores configuraciones en coches de carreras. Debido a que no podían conseguir coches de verdad, decidieron usar el videojuego F1 Challenge para aplicar dichos algoritmos.
Durante 2003, 2004 y 2005, F1 Challenge '99-'02 era el simulador con mejores prestaciones. Solo 2 años después de su lanzamiento, ISI, de la mano de su motor gráfico IsiMotor2, volvió con un juego totalmente independiente conocido como RFactor. Dicho videojuego fue lanzado el 31 de agosto de 2005, que acabaría acogiendo una mayor comunidad de usuarios con el paso de los años. 

## Jugabilidad
El juego se puede jugar tanto en modo pantalla completa como en modo ventana, aunque para este último requiere de la modificación de unos parámetros específicos. Tras configurar las opciones pertinentes de la aplicación 3DConfig.exe, el juego se ejecuta y aparecen vídeos de presentación, seguido de una interfaz gráfica muy completa en cuanto a usabilidad y número de opciones. El menú inicial, que es donde comienza el jugador, consta de dos flechas plegables y seleccionables en la parte superior, el cual indica el modo de juego. En el menú inferior hay cinco iconos que permiten acceder a las siguientes opciones: salir del juego, seleccionar (o crear) jugador, opciones de juego, repeticiones y aceptar. Con excepción de la primera, el resto de accesos a opciones cuenta con una plétora de versátiles selecciones en interfaz para facilitar al usuario con todo detalle las opciones de configuración.

### Modos de juego
Día de pruebas: El jugador puede elegir en qué pista va a entrenar, ver el mapa del circuito, configurar las opciones de sesión (donde se configuran las condiciones de la pista entre Aleatorio, Temporada seleccionada, Seco, Nublado, Lluvia y Tormenta), volver al menú inicial o cargar el circuito. De elegir este último, el jugador puede salir con un coche a una pista, disponiendo de tiempo ilimitado para entrenar en el trazado que haya escogido. En el circuito puede estar sólo el jugador, o un número determinado de coches que van de 2 a 6 según la configuración especificada en Días de prueba privado.
Carrera: Las configuraciones son idénticas, con la excepción de que el usuario puede elegir si activar o desactivar sesiones de prácticas (hay cuatro en total), calificación y calentamiento. En el circuito, el jugador compite contra un número de pilotos IA especificado (hasta un máximo de 21) en las opciones de juego. La distancia de la carrera puede ser desde el 5% de la distancia total de un Gran Premio, hasta el 100% de la misma. Nuevamente esto depende de la configuración indicada en las opciones de juego.
Multijugador: El modo multijugador permite jugar en línea contra otros usuarios de F1 Challenge '99-'02. Se puede crear una partida y abrir los puertos UDP 17677, UDP 34297, UDP 34397 y TCP 34447 (y desactivar el antivirus y el Firewall de Windows) para así permitir que otros usuarios se unan, o por el contrario, el usuario puede unirse a una partida determinada siempre y cuando el mod sea compatible (por ejemplo, no puedes unirte a una partida en la que se utiliza la temporada 2001 con un monoplaza de la temporada 1999). Cuando se crea una partida, aparece un menú de opciones y la selección de pista. En caso de que el usuario se una, simplemente ve las opciones y elige circuito. Actualmente las configuraciones prístinas del modo multijugador se encuentran en desuso debido a que los servidores de GameSpy han dejado de estar operativos desde el 31 de mayo de 2014.
Campeonato: En este modo de juego el jugador empieza creando su propio campeonato (que conlleva a borrar los datos del que se estuviera disputando), o continuando el campeonato en proceso anterior. Al crear un campeonato, el jugador puede configurar:
- Opciones de bandera
- Fallos mecánicos
- Consumo de combustible
- Número de pilotos IA
- Desgaste de neumático
- Longitud de carrera

Acto seguido, se aprecia el circuito donde toca competir, y se ve la tabla de clasificación del mundial de conductores y el de constructores previo a iniciar la correspondiente sesión de carrera. Ganará el piloto y constructor que consiga la mayor cantidad de puntos al final del transcurso del mundial.

## Pilotos y escuderías oficiales

### Temporada 1999 de Fórmula 1
- West McLaren Mercedes: Mika Häkkinen y David Coulthard;
- Scuderia Ferrari Marlboro: Michael Schumacher y Eddie Irvine;
- Winfield Williams: Alessandro Zanardi y Ralf Schumacher;
- Benson and Hedges Jordan: Damon Hill y Heinz-Harald Frentzen;
- Mild Seven Benetton Playlife: Giancarlo Fisichella y Alexander Wurz;
- Red Bull Sauber Petronas: Jean Alesi y Pedro Diniz;
- Repsol Arrows: Pedro de la Rosa y Toranosuke Takagi;
- HSBC Stewart Ford: Rubens Barrichello y Johnny Herbert;
- Gauloises Prost Peugeot: Olivier Panis y Jarno Trulli;
- Fondmetal Minardi Ford: Luca Badoer y Marc Gené;
- British American Racing: Jacques Villeneuve y Ricardo Zonta;

### Temporada 2000 de Fórmula 1
- West McLaren Mercedes: Mika Häkkinen y David Coulthard;
- Scuderia Ferrari Marlboro: Michael Schumacher y Rubens Barrichello;
- Benson & Hedges Jordan: Heinz-Harald Frentzen y Jarno Trulli;
- Jaguar Racing: Eddie Irvine y Johnny Herbert;
- BMW Williams F1 Team: Ralf Schumacher y Jenson Button;
- Mild Seven Benetton Playlife: Giancarlo Fisichella y Alexander Wurz;
- Gauloises Prost Peugeot: Jean Alesi y Nick Heidfeld;
- Red Bull Sauber Petronas: Pedro Diniz y Mika Salo;
- Arrows F1 Team: Pedro de la Rosa y Jos Verstappen;
- Telefónica Minardi Fondmetal: Marc Gené y Gaston Mazzacane;
- Lucky Strike Reynard BAR Honda: Jacques Villeneuve y Ricardo Zonta;

### Temporada 2001 de Fórmula 1
- Scuderia Ferrari Marlboro: Michael Schumacher y Rubens Barrichello;
- West McLaren Mercedes: Mika Häkkinen y David Coulthard;
- BMW Williams F1 Team: Ralf Schumacher y Juan Pablo Montoya;
- Mild Seven Benetton Playlife: Giancarlo Fisichella y Jenson Button;
- Lucky Strike BAR Honda: Olivier Panis y Jacques Villeneuve;
- B&H Jordan Honda: Heinz-Harald Frentzen y Jarno Trulli;
- Orange Arrows Asiatech: Jos Verstappen y Enrique Bernoldi;
- Red Bull Sauber Petronas: Nick Heidfeld y Kimi Räikkönen;
- Jaguar Racing: Eddie Irvine y Pedro de la Rosa;
- European Minardi F1: Tarso Marques y Fernando Alonso;
- Gauloises Prost Peugeot: Jean Alesi y Luciano Burti;

### Temporada 2002 de Fórmula 1
- Scuderia Ferrari Marlboro: Michael Schumacher y Rubens Barrichello;
- West McLaren Mercedes: David Coulthard y Kimi Räikkönen;
- BMW Williams F1 Team: Ralf Schumacher y Juan Pablo Montoya;
- Sauber Petronas: Nick Heidfeld y Felipe Massa;
- DHL Jordan Honda: Giancarlo Fisichella y Takuma Satō;
- Lucky Strike BAR Honda: Jacques Villeneuve y Olivier Panis;
- Mild Seven Renault F1 Team: Jarno Trulli y Jenson Button;
- Jaguar Racing: Eddie Irvine y Pedro de la Rosa;
- Orange Arrows Cosworth: Heinz-Harald Frentzen y Enrique Bernoldi;
- KL Minardi Asiatech: Alex Yoong y Mark Webber;
- Panasonic Toyota Racing: Mika Salo y Allan McNish;

## Críticas
| Publicación               | Puntuación          |
| ------------------------- | ------------------- |
| 1UP.com                   | Grado A             |
| Edge                      | 9/10                |
| Electronic Gaming Monthly | Grado A             |
| GameSpot                  | 8.9/10              |
| GameSpy                   | 9.0/10              |
| GameTrailers              | 9.0/10              |
| IGN                       | 9.5/10              |
| Fileplanet                | 4.5/5               |
| PC Gamer                  | 91%                 |
| Computer Gaming World     | 9.0/10              |
| Computer Games Magazine   | 90%                 |
| MeriStation               | 7.6/10              |
| Gamestats                 | 90%                 |
| PC Gameworld              | 95%                 |
| Metacritic                | 91% (8 críticas)    |
| Game Rankings             | 85.3% (14 críticas) |

## Evaluaciones de revistas de videojuegos
- Review de F1 Challenge '99-'02 en GameSpy.
- Review de F1 Challenge '99-'02 en GameSpot.
- Review de F1 Challenge '99-'02 en IGN.
- Review de F1 Challenge '99-'02 en Gaming Nexus.
- Review de F1 Challenge '99-'02 en Game Planet.
- Review de F1 Challenge '99-'02 en Gameguru Mania.
- Review de F1 Challenge '99-'02 en Sliced Gaming.